# Sergio Momo
Sergio Momo (* 12. Juli 1996 auf Teneriffa als Sergio Riveri Momo) ist ein spanischer Schauspieler.

## Leben und Karriere
Momo wurde im Juli 1996 auf Teneriffa geboren. Auf der Insel absolvierte er eine Ausbildung in zeitgenössischem Tanz an der JASM Dance School. Um sich der Schauspielerei zu widmen, zog Momo von den Kanarischen Inseln nach Madrid. Dort studierte er am Juan Carlos Corazza Studio.
Sein Schauspieldebüt gab Momo 2016 in der Nickelodeon-Miniserie Wild im Westen. Im darauffolgenden Jahr verkörperte er einen Soldaten im Kriegsfilm Rescue Under Fire. 2019 hatte Momo eine Nebenrolle als Rober in der Netflix-Superheldenserie Mein Nachbar. 
Internationale Bekanntheit erlangte Momo durch eine Hauptrolle als Yeray in der dritten Staffel der Netflix-Fernsehserie Élite, die im März 2020 veröffentlicht wurde. Ab Mai 2022 ist Momo für den Streamingdienst in Willkommen auf Eden  als Nico zu sehen.

## Filmografie (Auswahl)
- 2016: Wild im Westen (Lost in the West, Fernsehserie, 2 Episoden)
- 2017: Rescue Under Fire (Zona hostil)
- 2019: Mein Nachbar  (El Vecino, Fernsehserie, 7 Episoden)
- 2020: Élite (Fernsehserie, 6 Episoden)
- 2021: When Brooklyn Met Seville (Sevillanas de Brooklyn)
- 2022–2023: Willkommen auf Eden (Bienvenidos a Edén, Fernsehserie, 11 Episoden)